# Bandera de Sobrescobio
La bandera de Sobrescobio (Asturias) es rectangular, de un largo equivalente a 3/2 el ancho. Es verde, y lleva en el centro, un castillo amarillo sobre una cruz de Santiago roja fileteada en blanco. Está basada en el escudo del concejo.
- Datos: Q5718792